# بيلي جونز (لاعب كرة قدم)
بيلي جونز (بالإنجليزية: Billy Jones)‏ (و. 1881 – 1948 م) هو لاعب كرة قدم، من المملكة المتحدة، يلعب كمهاجم، توفي عن عمر يناهز 67 عاماً.

## الخدمة العسكرية
خدم في الجيش البريطاني.